# Хермополис
Хермополис  је био главни град у антици, смештен близу границе између Доњег и Горњег Египта.
Престоница провинције још од Старог египатског краљевства, Хермополис се развио у главни град римског Египта и ранохришћански центар из трећег века.
Његови остаци налазе се у близини модерног града ел Асхмунеин (од коптског имена  ) у Малавију, гувернорат Минја, Египат.

## Историја
Град је био престоница Харе (петнаесте номе од Горњег Египта). Хермополис је стајао на границама Горњег и Доњег Египта и, током многих векова, Тебаид или горња земља протезале су се много даље на север него у новијим периодима. Као погранични град, Хермополис је био место великог одмаралишта и раскоши, заузимајући друго место после Тебе. Нешто јужније од града налазио се замак Хермополис.. Пећине Бени Хасана, близу Антинопоља на супротној обали Нила, биле су уобичајена гробља хермополита, јер иако је река делила град од његове некрополе, од широке кривине западних брда у овом тренутку, било је лакше превозити мртве преко воде него их копном превозити до брда.
Хермополис је постао значајан град у римској провинцији Тебаис Прима у административној епархији Египта.
Главна незнабожачка божанства која су се обожавала у Хермополису били су Тифон (Сет) и Теут. Тифона је представљао нилски коњ, на коме је седео сокол који се борио са змијом. Теута, којег су стари Грци повезивали са Хермесом, јер су обојица били богови магије и писма, представљали су ибиси.

## Црквена историја
Хришћанска традиција држи да је то место где је Света породица нашла уточиште током свог изгнанства у Египат.
Списак епископа Хермополиса:
- Конон (око 250)
- Фасилејус (325. год.)
- Дијос (око 350)
- Плусијанус (ИВ век)
- Андреас (431. године)
- Генадијус (око 444 - после 449)
- Виктор (око 448/463)
- Улпијанус (6. век)
- Јоханес I (6. век)
- Јоханес II (VI-VII век)
- Исидор (7. век)